# Dharmasagara, Hospet
Dharmasagara là một làng thuộc tehsil Hospet, huyện Bellary, bang Karnataka, Ấn Độ.